# Montfaucon (Gard)
 Montfaucon  es una población y comuna francesa, situada en la región de Languedoc-Rosellón, departamento de Gard, en el distrito de Nimes y cantón de Roquemaure.

## Demografía
| 590 | 658 | 1058 | 1153 | 1266 | 1329 |
| Para los censos de 1962 a 1999 la población legal corresponde a la población sin duplicidades (Fuente: INSEE [Consultar]) |     |      |      |      |      |